# Брати Адвагови
Брати Адвагови — молдавський дует, що виконує пісні у фольк-стилі. Почав свою діяльність у 2005 році та складається з двох братів: Василя й Віталія Адвагових. Вони разом зі Zdob și Zdub представляли Молдову на Пісенному конкурсі Євробачення 2022 з піснею «Trenulețul».

## Історія
Віталій та Василь Адвагов народилися в Кагулі, Молдова, 18 січня 1978 року та 26 квітня 1979 року відповідно. Їхні батьки, Василь та Агафія Адвагови, походили з Готешти та Кирпешті й були викладачами Кагулського педагогічного училища. Під час навчання в середній школі Чіпріану Порумбеску Віталій та Василь були частиною оркестрової групи Mugurașii.

## Карє'ра
Проєкт The Advahov Brothers Orchestra був заснований у 2005 році та планувався як невеликий гурт, але з часом популярність зросла, і до проєкту приєдналися різні молдавські та румунські музиканти, утворивши оркестр. Станом на 2020 рік до складу The Advahov Brothers Orchestra входить сорок п’ять інструменталістів.

### Пісенний конкурс Євробачення
29 січня 2022 року пісня «Trenulețul», створена у співпраці з фолк-рок-гуртом Zdob și Zdub, була обрана як пісня для участі від Молдови на Євробаченні 2022.

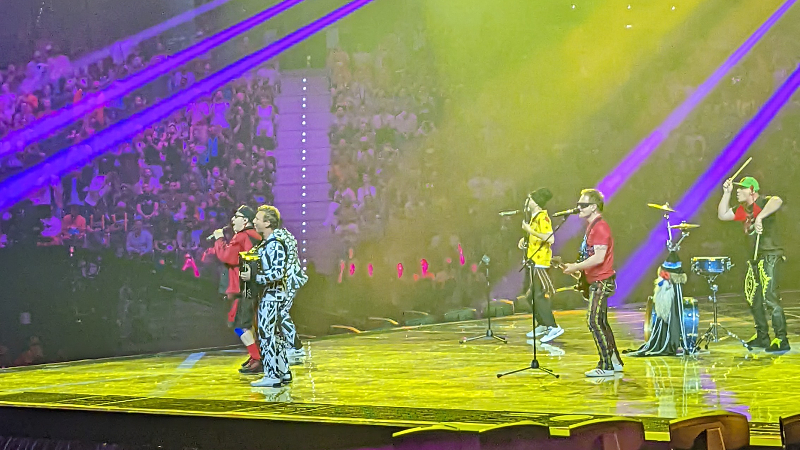
Zdob și Zdub і Брати Адвагови на сцені Євробачення 2022

За результатами жеребкування Молдова Брати Адвагови й Zdob și Zdub потрапили до першого півфіналу конкурсу, який відбувся 10 травня 2022 року. Співакам вдалося посісти 8 місце у півфіналі, що дозволило Молдові кваліфікуватися до фіналу Євробачення. При цьому за результатами голосування глядачів у півфіналі Молдова опинилася на другому місці при тринадцятому місці від журі. 
У фіналі конкурсу Брати Адвагови й Zdob și Zdub виступили під 19 номером. За результатами голосування глядачів співаки знову опинилася на другому місці, після України, з 239 балами, а 14 балів від журі принесли країні лише 20 місце у цій категорії голосування. У загальному заліку Молдова посіла 7 місці, що стало кращим результатом країни з 2017 року.